# 曽根干潟

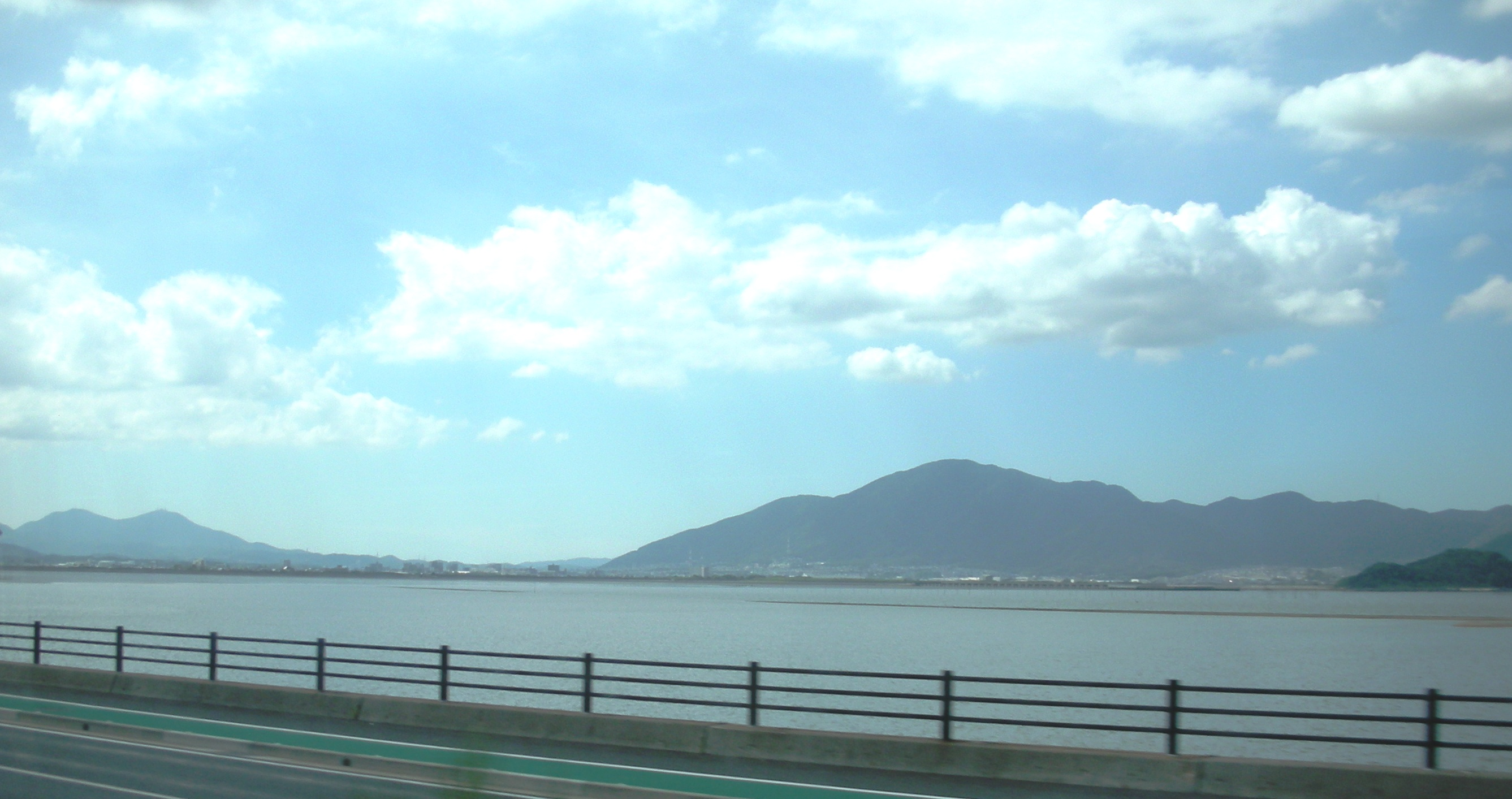
曽根干潟（苅田町側より）

曽根干潟（そねひがた）は、福岡県北九州市小倉南区大字曽根から曽根新田地区の瀬戸内海（周防灘）に面する干潟である。
沖合いは約5km、面積は約517haで、瀬戸内海では最大規模である。シギ・チドリ類などの渡り鳥の飛来地として有名で、ズグロカモメ、ツクシガモ（以上、環境省の鳥類レッドリスト指定）、シマヘナタリ、ダイシャクシギなどの越冬地となっている。環境省のレッドデータブックに指定されているカブトガニの生息地にもなっており、2001年、環境省が指定する重要湿地に選定された。これらのことから、ラムサール条約に曽根干潟が登録されることを目指す動きがある。
なお、曽根干潟の沖合い9kmには北九州空港の人工島がある。
日本国内有数のカブトガニの生息地であるが、2005年には約350匹、2016年には約500匹におよぶ原因不明の大量死が発生している。